# Detlev Buchholz (Informatiker)
Detlev Buchholz (* 31. März 1968 in Northeim, Niedersachsen, geb. Zimmermann) ist ein deutscher Informatiker und war von 2008 bis 2014 Präsident der Fachhochschule Frankfurt am Main.

## Leben
Detlev Buchholz studierte Informatik, Elektrotechnik und Physik an der Universität des Saarlandes und arbeitete dort unter anderem am Deutschen Forschungszentrum für Künstliche Intelligenz. 1998 wurde er mit einem Thema zur automatischen Musikkomposition promoviert. Er war anschließend Assistent der Hochschulleitung an der privaten Wilhelm Büchner Hochschule in Darmstadt und später dort Dekan des Fachbereichs Ingenieurwissenschaften mit einer Professur für Technische Informatik und Elektrotechnik.
2008 wurde Detlev Buchholz als einziger Kandidat mit der erforderlichen Mehrheit im 2. Wahlgang zum Präsidenten der Fachhochschule Frankfurt gewählt. 2014 wurde er durch die Wahl von Frank Dievernich zum neuen Präsidenten der Fachhochschule Frankfurt im ersten Wahlgang abgelöst. Danach war er Berater im Bereich Wissenschaftsmanagement und Dozent für Wirtschaftsinformatik und noch bis 2018 Vorsitzender des Hochschulnetzwerks „Bildung durch Verantwortung“.
Von 2016 bis 2021 war Buchholz Geschäftsführer der Transferorganisation der Universität Kassel ('UniKasselTransfer') und nahm 2021 einen Ruf an die Europäische Fernhochschule Hamburg als Professor für Wirtschaftsinformatik und Digitalisierung an.
Er ist Mitglied in der Gesellschaft für Informatik, Fellow am House of Logistics and Mobility und war Mitglied im Institute of Electrical and Electronics Engineers.
Buchholz ist nebenberuflich Dirigent mehrerer Chöre und musikalischer Leiter am Rhein Neckar Theater Mannheim.